# Фоминское (Назаровское сельское поселение)
Фоми́нское  — деревня в Назаровской сельской администрации Назаровского сельского поселения Рыбинского района Ярославской области .
Деревня расположена левом берегу Сундобы, притока Волги. Выше по течению на правом берегу деревня Гаютино, последняя деревня вверх по течению реки. Выше по течению, к северу начинается лесная ненаселенная местность вплоть до долины реки Ухра. Ниже по течению на этом же левом берегу деревня Алексеевское. Деревня расположена к северу от автомобильной дороги Рыбинск-Шашково, к ней ведёт просёлочная дорога по берегу Сундобы на деревню Кушляево .
Деревня Фоминская указана на плане Генерального межевания Рыбинского уезда 1792 года, но поменена местами с Алексеевской. 
На 1 января 2007 года в посёлке не числилось постоянных жителей . Деревня обслуживается почтовым отделением в Назарово. Число домов на почтовом сайте не указывается .